# Variable propositionnelle
Une variable est représentée par un symbole qui définit une quantité qui peut prendre n'importe quelle valeur dans un ensemble de valeurs. En logique mathématique, une variable propositionnelle  est un symbole qui désigne une proposition dans le calcul propositionnel, c'est une variable qui peut être remplacée par une proposition vraie ou fausse ou par une formule qui est elle-même composée de variables propositionnelles et donc qui peut prendre parfois la valeur vraie et parfois la valeur faux. Les variables propositionnelles sont les éléments fondamentaux des formules propositionnelles, utilisés en logique propositionnelle et dans des logiques d'ordre supérieur.
Généralement, les variables propositionnelles sont désignées par des lettres majuscules comme P, Q, ... 

## Histoire
Tout d'abord, le premier homme à parler de calcul propositionnel est Aristote en définissant une proposition comme étant quelque chose de vrai ou de faux. Il faudra ensuite attendre le XIXème pour que cette notion soit reprise. Le mathématicien Boole reprend la notion aristotélicienne. Mais Hugh Mc Coll est peut-être le premier à prendre conscience de l’importance des notions de proposition, de vrai et de faux, puisqu’il les réunit dans une définition initiale, sans cependant essayer d’éclaircir ces notions. En 1903, Bertrand Russell reprend la définition de Hugh Mc Coll en étant plus précis. Enfin, David Hilbert va faire la différence entre la logique propositionnelle et la logique des prédicats dans un livre didactique de 1928.
Pas plus que ses prédécesseurs, Gottlob Frege n’essaie de définir correctement les notions de proposition et de valeur de vérité (tout au moins dans ses premiers écrits). Mais il fait un pas décisif en distinguant nettement entre l’énoncé d’une proposition ("simple combinaison d’idées") et son affirmation ("jugement") : ainsi une proposition énoncée peut être considérée comme vraie ou fausse ; il faut faire quelque chose de plus pour dire si elle est vraie ou fausse.

## Usages
Les formules en logique sont généralement construites de manière récursive à partir de certaines variables propositionnelles, connecteurs logiques, et quantificateurs logiques. Les variables propositionnelles sont les formules atomiques de la logique propositionnelle.
La structure interne des variables propositionnelles de la forme : Pa, aQb.., contient des lettres de prédicat, souvent notée P, Q.., qui sont associées à des constantes individuelles, a, b…
En logique du premier ordre, les variables propositionnelles sont considérées comme des prédicats nuls, car il n’y a pas de variables objet, x, y.., attachées aux lettres de prédicat, c’est-à-dire de la forme : Px, xQy..

## Exemples
- Dans une logique propositionnelle donnée, nous pourrions définir une formule comme suit :
  - Chaque variable propositionnelle est une formule.
  - Étant donné un formule X, la négation ¬X est une formule.
  - Étant donné deux formules  X et Y, et un connecteur binaire b (comme la conjonction logique ∧), alors (X b Y) est une formule. (Notez les parenthèses.)

De cette façon, toutes les formules de la logique propositionnelle sont construites à partir des variables propositionnelles comme une unité de base. Les variables propositionnelles ne doivent pas être confondus avec les métavariables, qui apparaissent dans les axiomes de calcul propositionnel.

- Si l'on considère la proposition composée {\displaystyle (P\land Q)\Rightarrow R} , les variables propositionnelles sont les lettres P, Q et R.

- Lors de l'utilisation d'une table de vérité, on utilise des variables propositionnelles.

Par exemple, considérons la table de vérité de l'implication : 
| {\displaystyle P} | {\displaystyle Q} | {\displaystyle P\Rightarrow Q} |
| ----------------- | ----------------- | ------------------------------ |
| V                 | V                 | V                              |
| V                 | F                 | F                              |
| F                 | V                 | V                              |
| F                 | F                 | V                              |

Dans cet exemple, les lettres P et Q sont des variables propositionnelles. Les lettres V et F indiquent la vérité de la proposition : V correspond à vrai et F correspond à faux.